# Rudeejay
Rudeejay, pseudonimo di Rodolfo Seràgnoli (Bologna, 30 marzo 1986), è un disc jockey, produttore discografico e conduttore radiofonico italiano.

## Biografia
L'esordio dell'artista in discoteca risale al 21 dicembre 2002, in un locale della provincia di Bologna, la sua città natale. Ha così inizio la sua carriera di DJ Resident, che gli permetterà di continuare a "fare musica" lavorando nei club del capoluogo emiliano, fino a ricevere nel 2005 la chiamata dal Papeete Beach di Milano Marittima la cui collaborazione durerà per 10 anni.
Nel frattempo si esibisce in Italia tramite i primi ingaggi come ospite o DJ Guest e parallelamente ricopre altri due ruoli: uno come conduttore radiofonico, seguendo dal 2005 al 2007 la trasmissione dance di una emittente radiofonica regionale, l'altro come produttore discografico realizzando un remix su commissione per l'etichetta Irma Records nel 2006.
Nel 2008 pubblica la sua prima produzione discografica sotto lo pseudonimo "Omonimo": "Wanna B Like A Man" è la cover del brano di Simone Jay ricantata da quest'ultima e viene inserita nella compilation Hit Mania Estate 2008.
Nel 2009 esce l'"E.P." di Omonimo contenente il remake di "Two" dei Motel Connection, con cui raggiunge la seconda posizione nelle classifiche Dance di vendita italiane.
Nel 2010 pubblica il primo brano a suo nome: "Follow Your Heart" riprende la canzone dei Ti.Pi.Cal. mentre esce il terzo singolo di "Omonimo" "Vamos A La Playa" ed insieme ai Datura realizza la traccia strumentale "Carnaval De Paris" per il progetto "The Three Caballeros".
Nel 2011 tocca a "The Rhythm Is Magic" con Jenny B che cattura l'attenzione della sua interprete originale, Marie Claire D'Ubaldo, con cui Rudeejay firma il seguito "Suenos (Dreams Can Come True)" che esce nel 2012 ed include un remake di "The Rhythm Is Magic" ricantato dalla D'Ubaldo stessa.
Con lo pseudonimo "Omonimo", invece, nel 2011 produce il Mash-Up autorizzato "Bass, Beats And 5 Seconds" tra "Bass, Beats & Melody" dei Brooklyn Bounce e "5 Seconds" del DJ Maurizio Gubellini per l'etichetta DanceAndLove del DJ Gabry Ponte e pubblica insieme al DJ Luca Belloni il singolo "Come Together", mentre nel 2012 riprende con gli Starclubbers "Little Talks" degli Of Monsters and Men e festeggia i primi 10 anni di attività attraverso la raccolta su CD dal titolo "Dreams Can Come True (Celebrating 10 Years Of Rudeejay)" che include, tra gli altri, i suoi remix ufficiali per Bob Sinclar e Martin Solveig.
Nel 2013 vince l'Italian Dance Music Award come miglior remixer e nasce una nuova collaborazione discografica: "Everything" è il singolo estivo del DJ Molella insieme a Rudeejay e Matteo Sala cantato da H-Boogie.
Nel 2014 arriva "Forever" e raggiunge la Top 20 generale della classifica italiana di iTunes: il brano viene scritto con e interpretato da Marvin, che Rudeejay affianca successivamente nella realizzazione della cover di "Vento D'Estate".
Nel 2015 vince l'Italian Dance Music Award come miglior remix per "Bullit" di Watermät, pubblicato dall'etichetta Spinnin' Records, viene supportato dai DJ Laidback Luke e Yves V al festival Tomorrowland, scelto da Lorenzo Jovanotti per aprire il suo concerto allo Stadio Artemio Franchi di Firenze, da Albertino come nome di riferimento sulla città di Bologna per un progetto con Nissan, ed escono nei negozi "Supermash", Mash-Up autorizzato che unisce "Superman" del DJ Roberto Molinaro ad "Emergency 911" del trio Prezioso feat. Marvin, e "I Don't Give A F**k", voluto da Marvin e il duo di DJ Da Brozz.
Nel 2016 vince l'Italian Dance Music Award come miglior bootleg ed è il turno del brano "Escape", nato da una demo strumentale del DJ di Radio 105 Andrea Belli: raggiunge la Top 10 della classifica Viral 50 Italia di Spotify e intanto scrive insieme al giovane cantautore bolognese Matteo Venturelli "Come Ad Agosto" per Marvin mentre viene supportato al festival Tomorrowland grazie ad una collaborazione con il DJ Angemi.
Nel 2017 vince l'Italian Dance Music Award come miglior mashup, arrangia la traccia "Sei Tutto" per l'album di DJ Matrix, viene supportato su vari palchi del festival Tomorrowland dal DJ Angemi, dal DJ Henri PFR, e dal trio di DJ Kris Kross Amsterdam, firma un accordo con Universal Music Group relativo al singolo "Under The Same Sky" che raggiunge la Top 20 generale della classifica italiana di iTunes, mentre da settembre a giugno dell'anno successivo conduce uno spazio ogni giovedì pomeriggio sulla radio m2o, a novembre viene ospitato insieme ai Da Brozz nel Tiësto's Club Life del DJ Tiësto, e a dicembre viene supportato dal DJ Hardwell nello Yearmix di Hardwell On Air.
Nel 2018 vince l'Italian Dance Music Award come miglior mashup mentre grazie a “Children”, cover del successo di Robert Miles prodotta insieme ai Da Brozz e il DJ Luis Rodriguez, firma un accordo con Musical Freedom, etichetta discografica di proprietà del DJ Tiësto da cui viene supportato insieme al DJ Kungs durante l'Ultra Music Festival di Miami, dai The Chainsmokers durante l'Ultra Music Festival in Corea ed il festival Creamfields nel Regno Unito, dal DJ Hardwell durante l'Electric Daisy Carnival di Las Vegas, dal DJ Tiësto con Alan Walker, dal DJ Hardwell, dalle DJ Nervo, dal DJ Angemi su vari palchi del festival Tomorrowland, e pubblica il singolo "BE YOU" per la campagna promozionale dell'agenda scuola distribuita da Giochi Preziosi.
Nel 2019 pubblica per Sony Music il singolo "Nonmibbasta" insieme a DJ Matrix, Da Brozz e il trapper vicentino Nashley, mentre grazie a "HEY!", basato sulla melodia di Na Na Hey Hey Kiss Him Goodbye degli Steam, firma un accordo con Smash The House. Il 9 giugno, invece, è tra gli artisti sul palco principale del Nameless Music Festival. Il 15 ottobre debutta la trasmissione #arrivarudeejay in onda su Radio WOW.
Nel 2020, in concomitanza dell'emergenza COVID-19, crea con DJ Matrix il progetto "LMNSF - La musica non si ferma.". Il 29 maggio, invece, rilascia il singolo "The Drop" in collaborazione con Tiësto, DJs from Mars e Da Brozz, pubblicato tramite Musical Freedom su cui il 2 ottobre esce "Show Me Love". Il brano viene anticipato dalla produzione estiva "Pure Shores", che riprende l'omonimo successo delle All Saints.
Nel 2021 pubblica con il duo di DJ Technoboy & Tuneboy in arte TNT il singolo "The Music Is Moving", remixa il brano "Pickle" del duo di DJ Nervo insieme al rapper Tinie Tempah e la modella Paris Hilton per l'etichetta Smash The House, mentre sotto lo pseudonimo R4GE realizza la traccia "Para Paradise" con il duo musicale tedesco Vize e la cantante Emie appartenente all’album "Playlist" di Sebastian Fiztek pubblicato da Sony Music.
Nel 2022 pubblica con il duo di DJ SMACK il singolo "La Danse", dall’omonima traccia di Gigi D’Agostino, che viene co-prodotto insieme ad uno dei suoi autori originali, Paolo Sandrini. Con il quartetto di DJ Da Brozz e Parkah & Durzo confeziona il brano "New Rebellion", cantato dal rapper britannico Kris Kiss, con il DJ e produttore tedesco di origini spagnole Plastik Funk realizza la traccia "Sideways", e con il DJ e produttore Angemi il singolo "Open Your Eyes". Il 2 giugno, invece, è tra gli artisti sul palco principale del Nameless Music Festival, mentre l'8 ottobre la trasmissione radiofonica #arrivarudeejay debutta su Radio Piterpan.
Nel 2023 esordisce con 3 cover di 3 classici Dance: la prima è "Dragostea Din Tei" degli O-Zone con il DJ e produttore torinese Luca Testa, la seconda è "Sandstorm" di Darude con il duo di DJ e produttori polacchi DJ Kuba & Neitan, pubblicata dalla Hexagon Records di Don Diablo, e la terza è "Get Get Down" di Paul Johnson con il DJ e produttore tedesco Tujamo e il duo di DJ e produttori italiani Da Brozz, pubblicata da Spinnin' Records. Proseguono le tracce inedite "Face Your Fears" con la DJ e produttrice spagnola B Jones e il cantante statunitense Robbie Rosen, "This Melody" con il duo di DJ e produttori italiani Da Brozz e la cantante tedesca Bella X, "Over Me" con il DJ e produttore brasiliano Flakkë e il cantante statunitense Nino Lucarelli, e "Freed From The Whole" con il DJ e produttore tedesco Ninkid, brano basato sul campionamento di "Cars" di Gary Numan. Chiude l'anno con "Scatman", dove affianca i DJ e produttori torinesi Luca Testa e Bomber nel riprendere il successo di Scatman John.
Nel 2024 pubblica con il duo di DJ italiani Da Brozz, il DJ australiano Chunky Dip, e la cantante statunitense Scarlett, il singolo "Life’s Too Short" sull’etichetta discografica di proprietà del duo di DJ olandesi Blasterjaxx, distribuita da Spinnin' Records. Medesima distribuzione viene riservata al brano "Unity", firmato dall’etichetta discografica di proprietà del DJ statunitense KSHMR e basato sul canto religioso "Hine Ma Tov". Seguono le tracce inedite "Before You Go", con il DJ romano Blackcode, "Party Pioneers", con il DJ ferrarese Noyse, le cover di "You’re Not Alone", con il duo di DJ australiane Nervo e il duo di DJ italiani Da Brozz, di "Ballare", con il duo di DJ polacchi DJ Kuba & Neitan, e il remix per "Courmayeur" di DJ Matrix, Carolina Marquez e Ludwig, distribuito da Sony Music. Il 15 giugno, invece, è tra gli artisti sul palco principale del Nameless Festival.
Nel 2025 pubblica il singolo "Babble" insieme al DJ bretone Naeleck e il duo di DJ italiani Da Brozz, con cui collabora anche per la traccia "Raver’s Lullaby" insieme al DJ monzese Edmmaro, che include la melodia della "Ninna nanna (Brahms)", e a cui segue il brano "Loner" con il DJ ferrarese Noyse, follow-up del precedente "Party Pioneers". Il 1º giugno, invece, è tra gli artisti sul palco principale del Nameless Festival.

## Discografia

### Album
- 2012 - Dreams Can Come True (Celebrating 10 Years Of Rudeejay)

### Singoli
- 2010 - Follow Your Heart (vs. Freaks Jam)
- 2011 - The Rhythm Is Magic (con Freaks Jam feat. Jenny B)
- 2012 - Suenos (Dreams Can Come True) (con Freaks Jam feat. Marie Claire D'Ubaldo)
- 2013 - Everything (con Molella e Matteo Sala feat. H-Boogie)
- 2014 - Forever
- 2015 - Supermash
- 2016 - Escape (con Belli vs. Mastro J feat. Lili)
- 2017 - Under The Same Sky (feat. Lili)
- 2018 - Children (con Da Brozz x Luis Rodriguez)
- 2018 - Be you (feat. Lili)
- 2019 - Nonmibbasta (con DJ Matrix e Da Brozz feat. Nashley)
- 2019 - Hey! (con Da Brozz)
- 2020 - The Drop (con Tiësto, DJs from Mars e Da Brozz)
- 2020 - Pure Shores (con Da Brozz)
- 2020 - Show Me Love (con Da Brozz e Chico Rose feat. Robin S)
- 2021 - The Music Is Moving (con Technoboy e Tuneboy)
- 2022 - La Danse (con Smack)
- 2022 - New Rebellion (con Da Brozz e Parkah & Durzo feat. Kris Kiss)
- 2022 - Sideways (con Plastik Funk feat. Crooked Bangs)
- 2022 - Open Your Eyes (con Angemi)
- 2023 - Dragostea Din Tei (con Luca Testa)
- 2023 - Sandstorm (con DJ Kuba & Neitan)
- 2023 - Get Get Down (con Tujamo e Da Brozz)
- 2023 - Face Your Fears (con B Jones e Robbie Rosen)
- 2023 - This Melody (con Da Brozz e Bella X)
- 2023 - Over Me (con Flakkë feat. Nino Lucarelli)
- 2023 - Freed From The Whole (con Ninkid)
- 2023 - Scatman (con Luca Testa e Bomber)
- 2024 - Life's Too Short (con Da Brozz e Chunky Dip feat. Scarlett)
- 2024 - Unity (con Danko e Da Brozz)
- 2024 - Before You Go (con Blackcode e David Allen)
- 2024 - Party Pioneers (con Noyse)
- 2024 - You're Not Alone (con Nervo e Da Brozz)
- 2024 - Ballare (con DJ Kuba & Neitan)
- 2025 - Babble (con Naeleck e Da Brozz)
- 2025 - Raver's Lullaby (con Da Brozz e Edmmaro)
- 2025 - Loner (con Noyse)

### Remix
- 2020 - Jonas Blue & Paloma Faith - Mistakes (Rudeejay & Da Brozz remix)
- 2020 - Burak Yeter ft. Emie, Ljusja Čebotina & Everthe8 - Fly Away (Rudeejay & Da Brozz x Parkah & Durzo remix)
- 2020 - Tujamo, Vize, Majan - Lonely (Rudeejay & Da Brozz remix)
- 2021 - Oneil & Titov - No Stress (Rudeejay remix)
- 2021 - Nervo ft. Tinie Tempah & Paris Hilton - Pickle (Rudeejay & Da Brozz remix)
- 2023 - Carstn & Joe Killington - Take Me With You (Rudeejay & Da Brozz remix)
- 2023 - Web - Mornings (Rudeejay & Da Brozz remix)
- 2024 - DJ Ross x Erika - Who I Wanna Be (Rudeejay & Da Brozz remix)
- 2024 - DJ Matrix, Carolina Marquez, Ludwig - Courmayeur (Rudeejay & Da Brozz remix)

### Produzioni
- 2008 - Wanna B Like A Man (Omonimo feat. Simone Jay)
- 2009 - E.P. (Omonimo)
- 2010 - Vamos A La Playa (Omonimo)
- 2010 - Carnaval De Paris (The Three Caballeros)
- 2011 - Bass, Beats And 5 Seconds (Brooklyn Bounce & Maurizio Gubellini)
- 2011 - Come Together (Luca Belloni & Omonimo)
- 2012 - Little Talks (Starclubbers & Omonimo)
- 2014 - Vento D'Estate (Marvin)
- 2015 - I Don't Give A F**k (Da Brozz feat. Marvin & Rudeejay)
- 2017 - Narcotic 2K17 (Angemi x Rudeejay & Da Brozz)
- 2021 - Para Paradise (Vize & R4ge feat. Emie)

### Composizioni
- 2016 - Come Ad Agosto (Marvin)
- 2017 - Sei Tutto (DJ Matrix vs. Rudeejay & Da Brozz)